# LIMK1
LIMK1 (англ. LIM domain kinase 1) – білок, який кодується однойменним геномом, розташованим у людей на короткому плечі 7-ї хромосоми. Довжина поліпептидного ланцюга білка становить 647 амінокислот, а молекулярна маса — 72 585.
| 10         |  | 20         |  | 30         |  | 40         |  | 50         |
| ---------- |  | ---------- |  | ---------- |  | ---------- |  | ---------- |
| MRLTLLCCTW |  | REERMGEEGS |  | ELPVCASCGQ |  | RIYDGQYLQA |  | LNADWHADCF |
| RCCDCSASLS |  | HQYYEKDGQL |  | FCKKDYWARY |  | GESCHGCSEQ |  | ITKGLVMVAG |
| ELKYHPECFI |  | CLTCGTFIGD |  | GDTYTLVEHS |  | KLYCGHCYYQ |  | TVVTPVIEQI |
| LPDSPGSHLP |  | HTVTLVSIPA |  | SSHGKRGLSV |  | SIDPPHGPPG |  | CGTEHSHTVR |
| VQGVDPGCMS |  | PDVKNSIHVG |  | DRILEINGTP |  | IRNVPLDEID |  | LLIQETSRLL |
| QLTLEHDPHD |  | TLGHGLGPET |  | SPLSSPAYTP |  | SGEAGSSARQ |  | KPVLRSCSID |
| RSPGAGSLGS |  | PASQRKDLGR |  | SESLRVVCRP |  | HRIFRPSDLI |  | HGEVLGKGCF |
| GQAIKVTHRE |  | TGEVMVMKEL |  | IRFDEETQRT |  | FLKEVKVMRC |  | LEHPNVLKFI |
| GVLYKDKRLN |  | FITEYIKGGT |  | LRGIIKSMDS |  | QYPWSQRVSF |  | AKDIASGMAY |
| LHSMNIIHRD |  | LNSHNCLVRE |  | NKNVVVADFG |  | LARLMVDEKT |  | QPEGLRSLKK |
| PDRKKRYTVV |  | GNPYWMAPEM |  | INGRSYDEKV |  | DVFSFGIVLC |  | EIIGRVNADP |
| DYLPRTMDFG |  | LNVRGFLDRY |  | CPPNCPPSFF |  | PITVRCCDLD |  | PEKRPSFVKL |
| EHWLETLRMH |  | LAGHLPLGPQ |  | LEQLDRGFWE |  | TYRRGESGLP |  | AHPEVPD    |

A: Аланін

C: Цистеїн

D: Аспарагінова кислота

E: Глутамінова кислота

F: Фенілаланін

G: Гліцин

H: Гістидин

I: Ізолейцин

K: Лізин

L: Лейцин

M: Метіонін

N: Аспарагін

P: Пролін

Q: Глутамін

R: Аргінін

S: Серин

T: Треонін

V: Валін

W: Триптофан

Кодований геном білок за функціями належить до трансфераз, кіназ, серин/треонінових протеїнкіназ, фосфопротеїнів. 
Задіяний у такому біологічному процесі, як альтернативний сплайсинг. 
Білок має сайт для зв'язування з АТФ, нуклеотидами, іонами металів, іоном цинку. 
Локалізований у цитоплазмі, ядрі.Із-за цього ж гену є генетична хвороба синдром Вільямса .